# Aowen Jin
Aowen Jin (nascida em 1978, em Luoyang, na China), é uma artista e comentarista social que vive atualmente em Londres, na Inglaterra.

## Juventude
Aowen Jin nasceu em Luoyang, na região de Henan, na China. Ela se mudou para o Reino Unido aos 18 anos para estudar direito e economia na Universidade de Durham. Depois de redescobrir a paixão pela arte, ela ingressou em Belas Artes na Goldsmiths University, em Londres. Durante sua graduação, ela produziu pinturas para o primeiro-ministro britânico Tony Blair e para o aniversário de 80 anos da rainha Elizabeth II. Ela foi nomeada pelas revistas Dazed & Confused e The Times como uma das melhores artistas do Reino Unido. Aowen contribuiu para a exposição em Portée Libre Montre de 2006, com uma obra intitulada “O Têxtil do Coletivo".

## Atuação profissional

### Exposição "Política de filho único"
Em 2010, Jin entrevistou 300 mulheres chinesas para uma exposição em Londres chamada Shanghai Expo, "Fabricado na China: uma criança". Esta exposição explora os impactos positivos e negativos da política do filho único, particularmente na primeira geração de mulheres nascida sob esta política. Este evento suscitou discussões acaloradas na imprensa britânica, incluindo na BBC, no Impact Asia, na China, no Woman's Hour, e também no Stylist e no The Times.

### Comentarista social
Após a exposição da Política do Filho Único, Jin tornou-se uma comentarista social sobre questões femininas chinesas para diversos veículos de comunicação, incluindo Al Jazeera, China Daily e vários programas da BBC. Em outubro de 2013, foi convidada para a falar sobre a exposição Chinese Masters do Victoria & Albert Museum para o principal programa da BBC, Front Row. Em 2013, foi uma das 100 Mulheres da BBC e em 2014 foi convidada a apresentar uma contribuição no Dia Mundial do Rádio na UNESCO.
Procurada pela mídia, Jin também é consultada por centros culturais chineses, bancos de investimento e empresas.

### Exposição "Fábrica de garotas"
De 2012 a 2013, Jin viveu disfarçada entre operárias de fábrica na região de Guangdong, no sul da China, para criar arte performática: a exposição Girl Factory. Esta manifestação artística evoca uma percepção moderna da China através das trabalhadoras fabris. Percebemos uma realidade cotidiana que descobre BBC Outlook , BBC Week-end, BBC Chinese e Ms Magazine. Esta exposição também é acompanhada por um documentário sobre as Factory Girls da China, estrelado por Martin Jacques e Leslie T. Chang.
Em março de 2014, Jin foi convidada a apresentar sua exposição Girl Factory Festival Mulheres do Mundo, no Southbank Centre.

### Exposição "O som da fonte"
Em 2013, o Goldsmiths College de Londres a contratou para produzir uma obra de arte para a primeira visita oficial do chanceler britânico George Osborne e do prefeito de Londres, Boris Johnson, a Pequim. Para a encomenda, ela produziu uma apresentação de águas em uma fonte, feita de equipamentos de jardinagem britânicos comuns, dançando aos sons transmitidos ao vivo de vários locais de Londres. A obra de arte está em exibição na cidade de Londres, na 798 Art Zone.

### Exposição "A luz das obras de arte"
No início de 2015, Jin propôs a criação de uma exposição permanente chamada i18n, no Horniman Museum and Gardens, em Forest Hill, em Londres, na Inglaterra. É uma abordagem artística que consiste em pinturas invisíveis que só podem ser vistas sob luz ultravioleta, e abre sua exposição com um discurso: "O fundador do museu tinha a maior coleção de artefatos de chá chineses do mundo".
Como resultado desse projeto, Jin foi contatada pelo teatro Birmingham Hippodrome, localizado na Chinatown da cidade de Londres e pelo Arts Council of England para fornecer obras de arte para a comunidade chinesa. Obras como Midlight são espetáculos interativos baseados na luz que reage a sons e mensagens no Twitter. Este trabalho foi exibido na Catedral de Birmingham,   e no Museu das Ciências da cidade. no final de 2015, com o clímax ocorrendo na Catedral durante o Ano Novo Chinês de 2016.
Em 2016, Jin foi selecionada pelos Museus da Noite, onde o público pode, como descreve um museu inglês, descobrir uma nova abordagem da arte composta de luz.

## Reconhecimento
Ela foi indicada como uma das mulheres mais inspiradoras do mundo pela BBC em sua lista 100 Mulheres (BBC), nos anos de 2013 e 2014.